# Ray J
William Ray Norwood Jr. (McComb, Mississippi, SAD, 17. siječnja 1981.), bolje poznat po svom umjetničkom imenu Ray J je američki pjevač, tekstopisac, glumac, glazbeni producent i reper iz Carsona, Kalifornije.

## Raniji život
Ray J je rođen kao William Ray Norwood Jr., 17. siječnja 1981. godine u McCombu, Mississippiju. Otac mu je Willie Norwood, a majka Sonja Bates-Norwood. Ray J ima sestru Brandy Norwood, također pjevačicu, te mu je prvi rođak reper Snoop Dogg.

## Diskografija

### Studijski albumi
- Everything You Want (1997.)
- This Ain't a Game (2001.)
- Raydiation (2005.)
- All I Feel (2008.)
- Raydiation 2 (2012.)

### Glazba s filmova
- For the Love of Ray J (2009.)
- A Family Business (2011.)